# Avenue du Président-John-Kennedy
L'avenue du Président-John-Kennedy est une voie de communication de Rosny-sous-Bois. Elle suit le tracé de la route nationale 302.

## Situation et accès

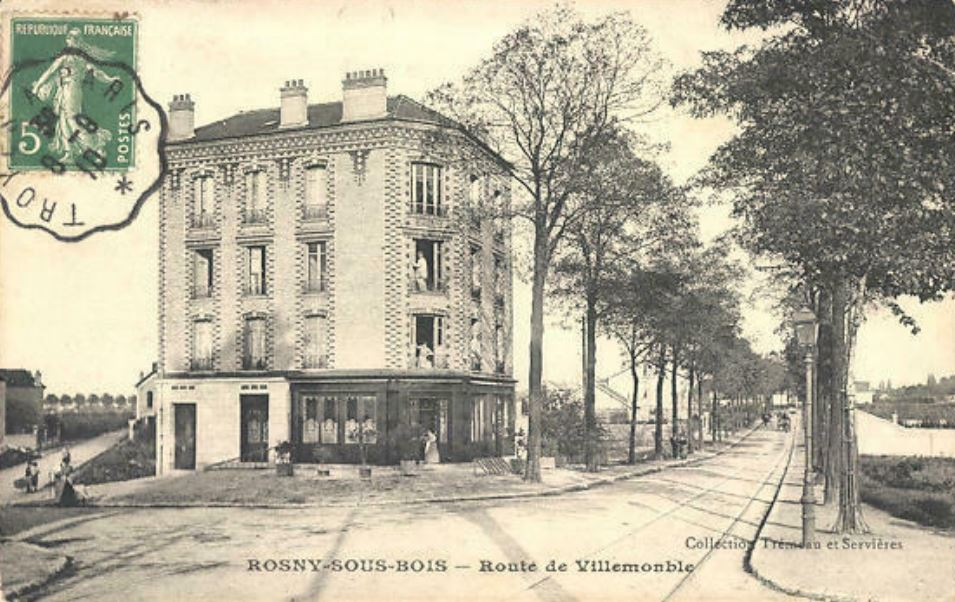
Route de Villemomble, vers 1900.

Cette avenue commence place Émile-Zola, intersection du boulevard Gabriel-Péri et de la rue Villebois-Mareuil.
Elle se termine au croisement de la rue Laënnec et de l'avenue de Rosny à Villemomble.

## Origine du nom

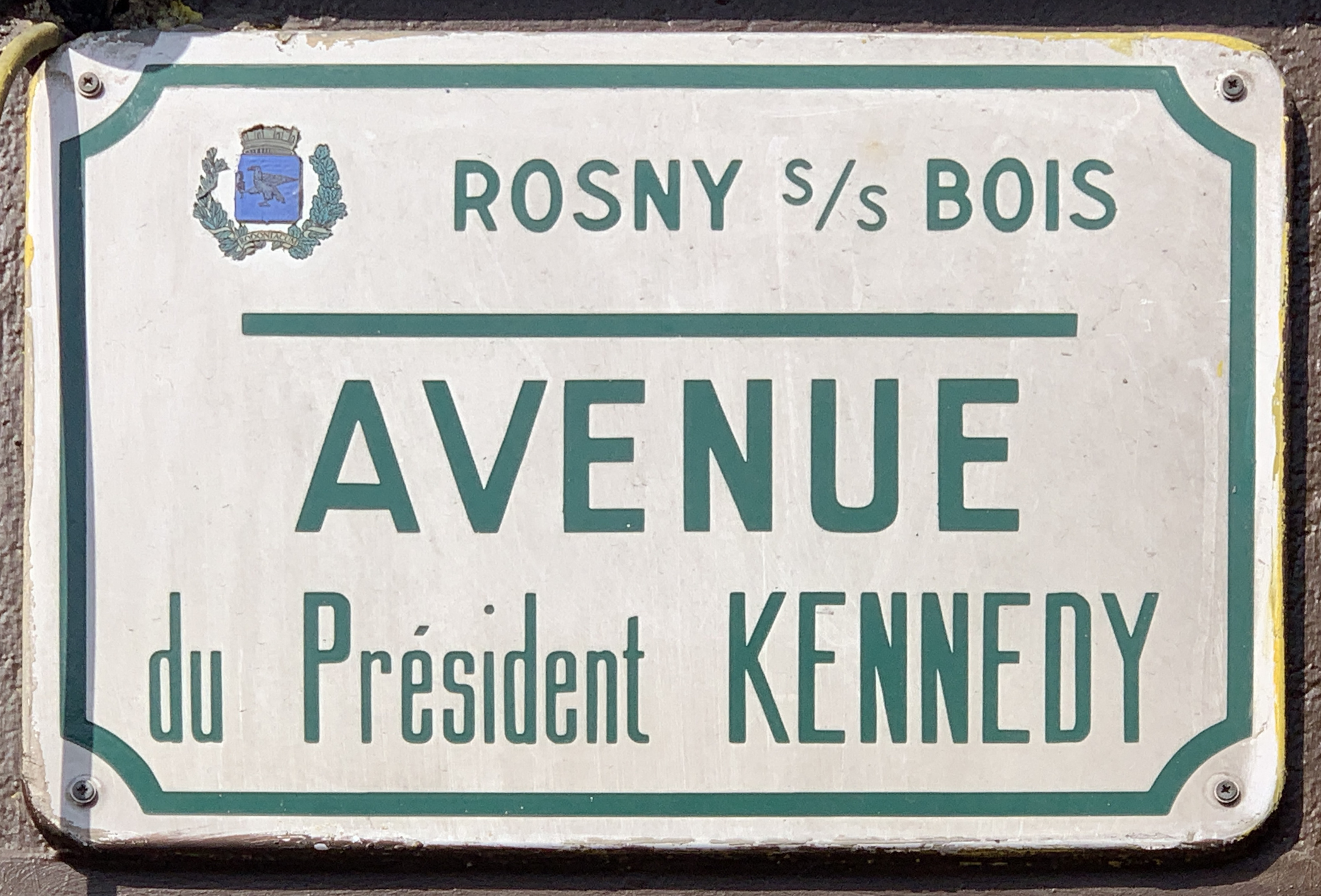
Plaque de l'avenue (tôle émaillée).

Depuis 1964, année à laquelle elle a été renommée, elle rend mémoire de John Fitzgerald Kennedy, 35e président des États-Unis, mort le 22 novembre 1963 à Dallas.

## Historique

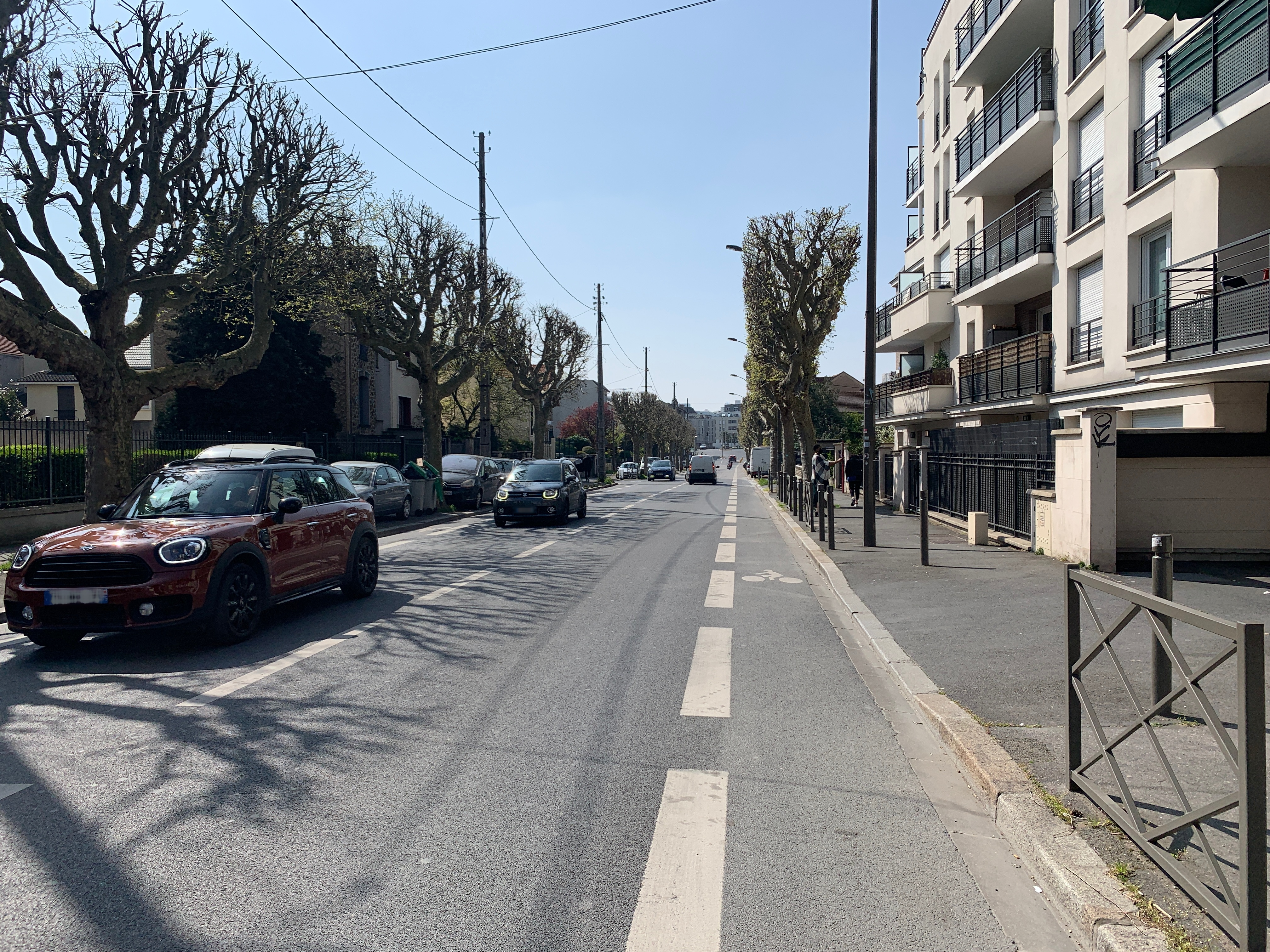
L'avenue en avril 2021.

Cette voie de communication s'appelait originellement « route de Villemomble » car elle menait vers cette ville voisine.
Le 21 novembre 1964, elle est renommée « avenue du Président-John-Kennedy ».

## Bâtiments remarquables et lieux de mémoire

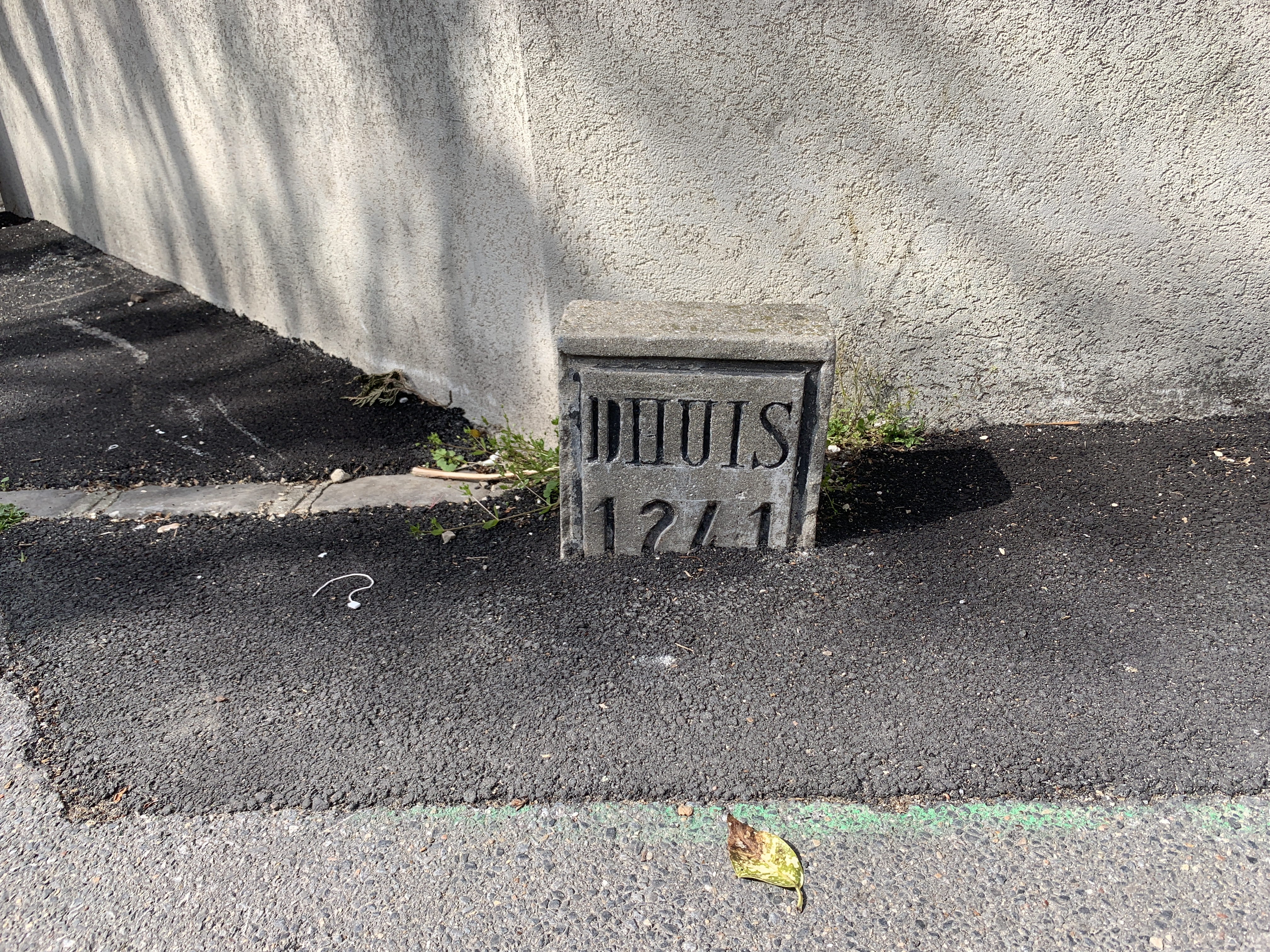
Point hectométrique 1241 de l'aqueduc de la Dhuys, en 2021.

- Ancien cimetière de Rosny-Sous-Bois[1].
- Stade Olympique de Rosny sous Bois[2].
- Ancien lavoir, construit en 1875.
- Le point hectométrique no 1241 de l'aqueduc de la Dhuys[3]. L'avenue présente les bornes 1235 à 1242, excepté le point hectométrique no 1238, ce qui correspond à sa longueur de huit-cents mètres[4].